# Karl den stores orden

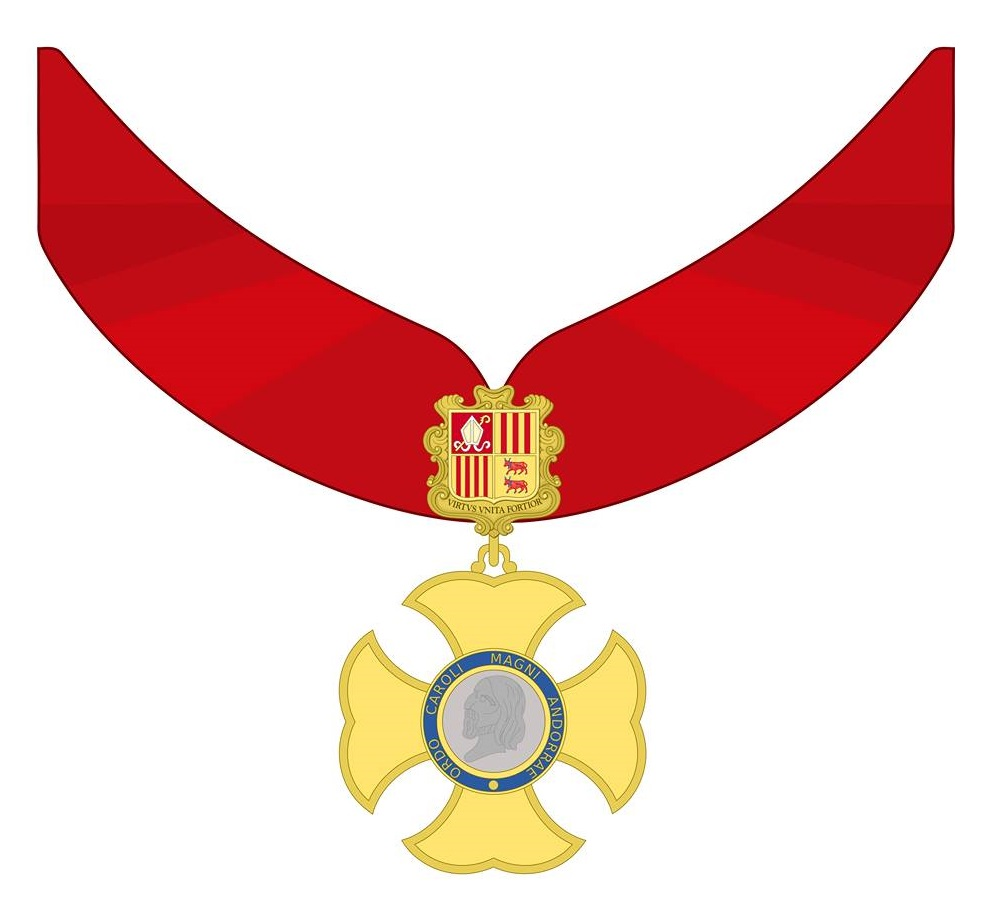
Ordens tecken

Karl den stores orden (katalanska: Orde de Carlemany) är en andorransk orden som instiftades år 2007 av Andorras kulturminister Juli Minoves Friquell. Utmärkelsen delas för exceptionella tjänster för furstendömet Andorra.
Orden består av fyra klasser:
- kedja
- storkors
- kommendör
- medalj